# Province de Tanba
Tanba (丹波国, Tanba no kuni) ou Tamba est une ancienne province du Japon. Si la province existait encore, elle serait partagée entre la préfecture de Kyōtō et celle de Hyōgo. La province était entourée par celles de Harima, Ōmi, Settsu, Tajima, Tango, Wakasa et Yamashiro.

Carte des anciennes provinces du Japon avec Tanba mise en évidence.

On suppose que l'ancienne capitale provinciale était dans la région de la ville actuelle de Kameoka. La région a été gouvernée par une succession de petits daimyos appartenant au clan Hatano avant d'être conquise par Oda Nobunaga et assignée à son général Akechi Mitsuhide.

## Districts historiques
- Préfecture de Hyōgo
  - District de Hikami (氷上郡, Hikami-gun?), dissous en 2004 par fusion municipale ;
  - District de Taki (多紀郡, Taki-gun?), dissous en 1999 par fusion municipale ;
- Préfecture de Kyoto
  - District d'Amata (天田郡, Amata-gun?), dissous en 2006 par fusion municipale ;
  - District de Funai (船井郡, Funai-gun?) ;
  - District d'Ikaruga (何鹿郡, Ikaruga-gun?), dissous en 1956 par fusion municipale ;
  - District de Kuwada (桑田郡, Kuwada-gun?), dissous en 1879 par scission :
    - District de Kitakuwada (北桑田郡, Kitakuwada-gun?), dissous en 2006 par fusion municipale ;
    - District de Minamikuwada (南桑田郡, Minamikuwada-gun?), dissous en 1959 par fusion municipale.